# Onderzoeker in Opleiding
Ein Onderzoeker in Opleiding" (OIO) (deutsch Forscher in Ausbildung) war in den Niederlanden ein wissenschaftlicher Mitarbeiter, der über einen Zeitraum von etwa vier bis fünf Jahren eine Promotion anstrebte. Ein OIO arbeitete also an einer Universität, wurde aber durch den so genannten „zweiten Geldfluss“ finanziert, d. h. durch gemeinnützige Stiftungen wie die NWO (Nederlands Organisatie voor Wetenschappelijk Onderzoek), ein Geschwistergemeinschaft/stiftung der Deutschen Forschungsgemeinschaft (DFG).
Die Arbeit eines OIO beinhaltete die Durchführung (selbständiger) wissenschaftlicher Forschung, die schließlich zur Erstellung einer Dissertation mit dem Ziel der Erlangung eines Doktortitels führte. Ein OIO hatte in der Regel nur geringe Lehrverpflichtungen an der Universität, im Gegensatz zu einem „Assistent-in-Ausbildung“ (AIO), der direkt von der Universität finanziert wurde.
Im Jahr 2004 ersetzten die Universitäten das bis dahin geltende nationale Stellenbewertungssystem aus dem Jahr 1984 (Verordnung über die Beamtenbezüge BBRA 1984) durch ein System, das auf der Hay-Methode zur Stellenbewertung basiert: das universitäre Stellenbewertungssystem (Universitair Functieordenen, UFO). Mit der Einführung des neuen Systems wurden die alten Stellenprofile wie „OIO“, „AIO“, „Forschungsassistent“ oder „Nachwuchswissenschaftler“ abgeschafft und durch das allgemeine Stellenprofil „Doktorand“ ersetzt.